# تومي كونويل
تومي كونويل (بالإنجليزية: Tommy Conwell)‏ هو عازف قيثارة أمريكي، ولد في 14 يناير 1962.

## وصلات خارجية
- تومي كونويل على موقع ميوزك برينز (الإنجليزية)
- تومي كونويل على موقع ميوزك برينز (الإنجليزية)
- تومي كونويل على موقع ديسكوغز (الإنجليزية)